# Motorový vůz M 140.2
Motorový vůz řady M 140.2, vyrobený v jednom kuse v roce 1928, byl první motorový vůz z produkce Královopolské strojírny v Brně. Jednalo se o malý jednosměrný nákladní vůz pro rozvoz novin.

## Konstrukce
Vůz řady M 140.2 byl de facto nákladním automobilem upraveným pro provoz na kolejích. Vůz byl jednosměrný s motorem se samostatnou kapotou nad přední nápravou. Hnací agregát byl tvořen benzínovým čtyřválcovým motorem s vodním chlazením o výkonu 40 koní (cca 29 kW) a mechanickou třístupňovou převodovkou s reverzací. Uprostřed délky vozu se nacházela kabina pro strojvedoucího, zadní část vozu zabíral nákladní prostor.

## Vývoj, výroba a provoz
Jediný vyrobený vůz označený jako M 140.201 byl u Královopolské objednán Lidovými novinami, kterým byl v říjnu 1928 předán. Nakladatelství jej poté využívalo pro rozvoz novin v Brně a jeho okolí. V roce 1945 jej zakoupil podnik Fatra Odry, který vůz provozoval na vlastní vlečce. Vůz M 140.201 byl zrušen v roce 1947.